# Bernadette Lafont
Bernadette Lafont (Nimes, Gard, 28 de octubre de 1938 - Nimes, 25 de julio de 2013) fue una actriz francesa, una de las musas del movimiento cinematográfico de la nouvelle vague.

## Biografía
Empezó muy joven en la industria del cine y comenzó a formar parte de la nouvelle vague en los años 1960 por sus películas con François Truffaut y Claude Chabrol.
Lafont ganó en 1986 el Premio César a la mejor actriz secundaria por su papel en el film L'effrontée (1985). Por su largo servicio a la industria cinematográfica francesa, en 2003 fue galardonada con el Premio César honorífico.
Su hija fue la actriz francesa Pauline Lafont (1963-1988), fruto de su matrimonio con Diourka Medveczky, un escultor húngaro.
Falleció en Nimes (Francia) el 25 de julio de 2013.